# Sitio de Lier (1582)
El Sitio de Lier de 1582 , también conocido como la Captura de Lier o Traición de Lier, se llevó a cabo entre el 1 y el 2 de agosto de 1582 en Lier, cerca de Amberes, actualmente en la provincia belga de Amberes, Región Flamenca, en Bélgica, durante la guerra de los Ochenta Años. El 2 de agosto, el ejército español comandado por el gobernador general  Alejandro Farnesio, con el apoyo de parte de la guarnición de las provincias rebeldes —un grupo descontento de tropas escocesas lideradas por el capitán William Semple—, capturaron y tomaron la ciudad, derrotando al resto de las tropas holandesas, inglesas y alemanas bajo el dominio del gobernador de Lier. Toda la guarnición resultó muerta o capturada. Las noticias del éxito español en Lier produjeron un gran impacto en los Estados Generales en Amberes, donde la sensación de inseguridad era obvia y muchos de los ciudadanos protestantes vendieron sus casas y huyeron al norte de Flandes.

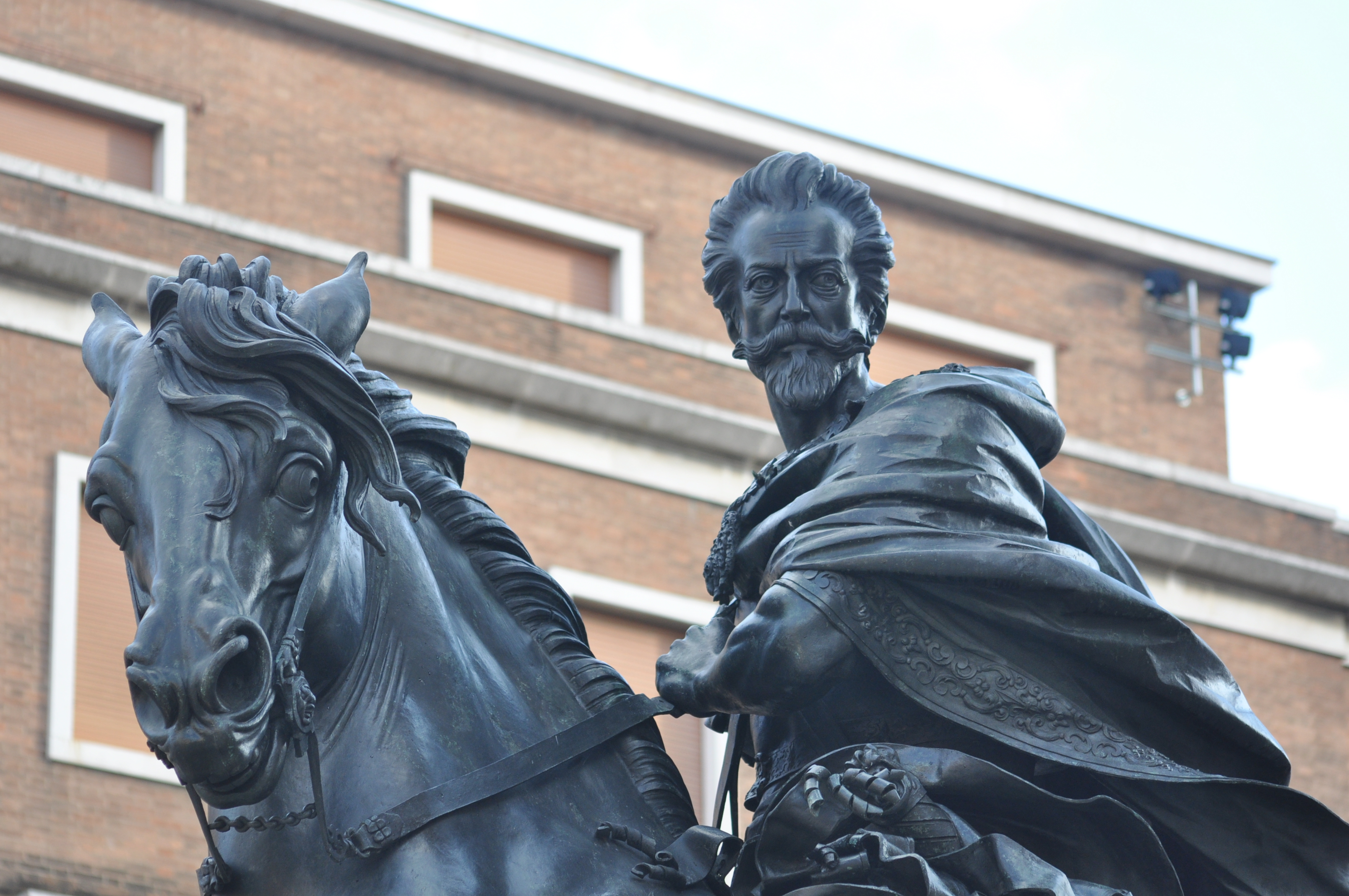
Estatua ecuestre de Alejandro Farnesio por Francesco Mochi

Las consecuencias de la acción de Semple fueron considerables porque Lier era una posición estratégica, considerada como el «baluarte de Amberes y la llave del Ducado de Brabante». La traición que el año siguiente protagonizó en Brujas el coronel Boyd probablemente fue provocada por el ejemplo de su compatriota. Después de una breve visita a Alejandro Farnesio en Namur, Semple fue enviado a España con una fuerte recomendación al rey Felipe II de España quien, según el jesuita italiano Famiano Strada, lo premió generosamente.
El siguiente éxito español fue el 17 de noviembre, cuando los españoles dirigidos por Juan Bautista de Taxis capturaron  Steenwijk, tomada por las fuerzas holandesa el 23 de febrero de 1581 [9] y obligaron a las tropas protestantes a rendirse.